# جاد مودیب
جاد مودیب (انگلیسی: Jad Mouaddib؛ زادهٔ ۵ آوریل ۱۹۹۹) بازیکن فوتبال است.
وی همچنین در تیم ملی فوتبال France U16 بازی کرده‌است.